# Winklerner Hütte
Die Winklerner Hütte ist eine Schutzhütte der Sektion Winklern des Österreichischen Alpenvereins. Sie liegt auf 1906 m ü. A. Höhe auf der Winklerner Alm am Ostabhang der Schobergruppe bei Winklern im Mölltal an der Landesgrenze zwischen Kärnten und Tirol. Sie ist ein beliebtes Wanderziel und gleichzeitig ein Ausgangspunkt für Wanderungen in die Schobergruppe und bietet rund 30 Personen Platz zum Übernachten im Matratzenlager. Sie wurde am 31. August 1969 als Jugendherberge des Alpenvereins eröffnet.
Die Hütte ist im Sommer von Anfang Juni bis Ende Oktober geöffnet. Im Winter ist die Hütte je nach Schneelage an Wochenenden und Feiertagen geöffnet.

## Zustieg
- Vom Iselsberg zum Gasthof Schöne Aussicht und über einen Güterweg direkt zur Hütte, Gehzeit ca. 2 Stunden[1]
- Vom Winklerner Ortsteil Penzelberg (Nationalpark-Parkplatz, Gehzeit ca. 15 Minuten)

## Tourenmöglichkeiten
- Strasskopf, 2401 m, Gehzeit: 1½ Stunden
- Großhorn, 2691 m, Gehzeit: 3½ Stunden
- Almsee, Rundweg, 2000 m, Gehzeit: 1½ Stunden
- Familienwanderweg, Panoramaweg, Gehzeit: 2½ Stunden
- Wangenitzseehütte, Wiener Höhenweg Steig Nr. 918, Gehzeit: 4 Stunden[2]